# French Open 2019 (turniej legend powyżej 45 lat)
French Open 2019 – turniej legend powyżej 45 lat – zawody deblowe legend powyżej 45 lat, rozgrywane w ramach drugiego w sezonie wielkoszlemowego turnieju tenisowego, French Open. Zmagania miały miejsce w dniach 4–9 czerwca na ceglanych kortach Stade Roland Garros w 16. dzielnicy francuskiego Paryża.

## Drabinka

#### Klucz
- w/o – walkower
- k – krecz
- d – dyskwalifikacja
- Q – kwalifikant
- WC – dzika karta
- LL – szczęśliwy przegrany
- Alt – zawodnik zastępczy
- PR – ochrona rankingu
- SE – specjalna przepustka
- ITF – ranking ITF
- JE – ranking juniorski

### Faza finałowa
|  |       |                                 |   |   |    |
|  | Finał |                                 |   |   |    |
|  |       |                                 |   |   |    |
|  |       |                                 |   |   |    |
|  |       |                                 |   |   |    |
|  | C2    | Sergi Bruguera Goran Ivanišević | 6 | 4 | 10 |
|  | C2    | Sergi Bruguera Goran Ivanišević | 6 | 4 | 10 |
|  | D1    | Mikael Pernfors Mats Wilander   | 2 | 6 | 4  |
|  | D1    | Mikael Pernfors Mats Wilander   | 2 | 6 | 4  |
|  |       |                                 |   |   |    |

### Faza początkowa

#### Grupa C
|    |                                 | Mansur Bahrami Fabrice Santoro | Sergi Bruguera Goran Ivanišević | Pat Cash Henri Leconte | Mecze W–L | Sety W–L | Gemy W–L | Miejsce |
| C1 | Mansur Bahrami Fabrice Santoro  |                                | 6:4, 1:6, 8–10 (6 czerwca)      | 6:4, 6:2 (8 czerwca)   | 1–1       | 3–2      | 19–17    | 2.      |
| C2 | Sergi Bruguera Goran Ivanišević | 4:6, 6:1, 10–8 (6 czerwca)     |                                 | 7:5, 6:1 (7 czerwca)   | 2–0       | 4–1      | 24–13    | 1.      |
| C3 | Pat Cash Henri Leconte          | 4:6, 2:6 (8 czerwca)           | 5:7, 1:6 (7 czerwca)            |                        | 0–2       | 0–4      | 12–25    | 3.      |

#### Grupa D
|    |                                               | Mikael Pernfors Mats Wilander          | Michael Chang John McEnroe      | Arnaud Boetsch Junus al-Ajnawi Cédric Pioline | Mecze W–L | Sety W–L | Gemy W–L | Miejsce |
| D1 | Mikael Pernfors Mats Wilander                 |                                        | 6:4, 7:5 (8 czerwca)            | 6:7(5), 7:5, 10–8 (4 czerwca, Boetsch)        | 2–0       | 4–1      | 27–21    | 1.      |
| D2 | Michael Chang John McEnroe                    | 4:6, 5:7 (8 czerwca)                   |                                 | 6:4, 7:5 (6 czerwca, al-Ajnawi)               | 1–1       | 2–2      | 22–22    | 2.      |
| D3 | Arnaud Boetsch Junus al-Ajnawi Cédric Pioline | 7:6(5), 5:7, 8–10 (4 czerwca, Boetsch) | 4:6, 5:7 (6 czerwca, al-Ajnawi) |                                               | 0–2       | 1–4      | 21–27    | 3.      |